# والتر لوي
والتر لوي (26 أغسطس 1870 - ) (بالإنجليزية: Walter Lowe)‏ هو لاعب كريكت بريطاني.

## وصلات خارجية
- والتر لوي على موقع إي آس بي آن كريك إنفو (الإنجليزية)